# Nouvelle vague (ep)
Nouvelle vague was de eerste ep van de Franse zanger Richard Anthony. Hij was een van de artiesten die de jarenvijftigmuziek van buiten Frankrijk onder de aandacht van de Fransen wilde brengen. Op Franse radiostations kregen Franse producten van rijkswege voorrang.
Nouvelle vague bevat daarom een viertal covers van liedjes die buiten Frankrijk hun sporen verdiend hadden. Drie ervan werden vertaald, het lied Personality werd in het Engels gezongen. Richard Anthony nam de plaat op met een orkest onder leiding van Christian Chevalier met een koor genaamd Les Angels.
Na dit plaatje zou Anthony meer dan 600 liedjes opnemen, hij verkocht uiteindelijk meer dan 60 miljoen platen.  

## Muziek
| Nr. | Titel                                                     | originele titel | Duur |
| --- | --------------------------------------------------------- | --------------- | ---- |
| 1.  | Personality (Harold Logan, Lloyd Price)                   | Personality     | 2:35 |
| 2.  | Pauv’ Jenny (Boudleaux en Felice Bryant, Richard Anthony) | Poor Jenny      | 2:25 |

| Nr. | Titel                                            | originele titel | Duur |
| --- | ------------------------------------------------ | --------------- | ---- |
| 1.  | Nouvelle vague (Armand Canfora, Richard Anthony) | Three cool cats | 2:35 |
| 2.  | J’ai rêvé (Bobby Darin, Georges Aber)            | Dream lover     | 2:20 |

Het lied Nouvelle vague werd toegeschreven aan Armand Canfora, maar was een cover van Three cool cats van Jerry Leiber en Mike Stoller. Dat lied was in 1958 de B-kant van een single van The Coasters met op kant A Charlie Brown.